# Ableger (Imkerei)
Unter einem Ableger (meist einem Brutableger) wird in der Imkerei ein durch imkerlichen Eingriff entstandenes neues Bienenvolk verstanden. Mit Ablegern können neue Bienenvölker geschaffen werden; der Schwarmtrieb von Bienenvölkern wird gedämpft; unter dem Aspekt der Varroabekämpfung sind Ableger und Schwärme gleichermaßen positiv zu bewerten. Ableger können auf Dauer oder nur für begrenzte Zeit gebildet werden.

## Ableger und Schwarm
Die Bildung von Ablegern ist die Alternative zum Einfangen natürlich entstandener Schwärme. Schwärme entstehen dagegen ohne imkerlichen Eingriff aufgrund des natürlichen Schwarmtriebs der Bienen.
Schwärme verfügen zwar bereits über eine Bienenkönigin und erreichen damit unter imkerlicher Obhut bis zum Herbst relativ sicher eine überwinterungsfähige Volksstärke, doch muss das Abschwärmen bemerkt, der Schwarm entdeckt und unter oft recht widrigen Umständen eingefangen werden. Dagegen bedeutet die Bildung von Ablegern in der Regel zwar ein Mehr an Arbeit für den Imker, doch reduziert er damit das Risiko, dass Schwärme von ihm unbemerkt abgehen, und er kann die Bildung von Jungvölkern so zeitlich steuern.

## Ableger als Vermehrungsmethode

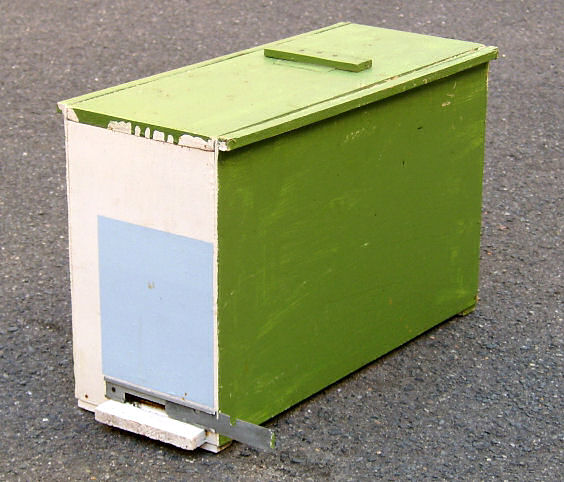
Ablegerkasten

Ableger werden weit überwiegend als Brutableger gebildet, d. h., das neue Bienenvolk erhält bei seiner Bildung Wabenrähmchen mit junger, unverdeckelter Brut (Eier oder junge Larven). Wird ein Ableger ohne Brut gebildet (Treibling), so muss dem Ableger zwingend eine junge Königin zugesetzt werden, damit er überleben kann. Der Treibling ist eine besondere Form der Schröpfung von Bienenvölkern, indem in eine unmittelbar ausgeschleuderte Zarge mit noch feuchten Honigwaben einige Brutwaben mit jungen Larven aus dem Brutraum eingehängt werden. Junge Ammenbienen werden durch die Brut in den Honigraum gezogen, um die Larven zu füttern und wärmen. Nach 24 Stunden wird die Beute vollständig gekippt und durch sanfte Rauchstöße aus dem Smoker weitere Bienen aus dem Brutraum nach oben in die mit Brut belegte Honigzarge „getrieben“. Unmittelbar danach kann die Honigzarge mit der Brut und den Jungbienen abgenommen und als Ableger auf einen entfernten Stand verbracht werden.
Wendet man die Brutablegerbildung als Methode zu Vermehrung an, entnimmt man einem Volk, das sehr stark ist, so viel an Brut und Bienen, dass ein neues, überlebensfähiges Volk gebildet werden kann. Man nimmt dabei zwei bis drei Rähmchen mit Brut aus dem Bienenstock; hierbei sollte auch offene Brut mit den darauf sitzenden Bienen, die bereits mit der Brutpflege befasst sind, mitgenommen werden. Die Brutrahmen werden dann in die Mitte der neuen Beute – also der Kiste, in der das Bienenvolk untergebracht wird – platziert. Zwei bis vier Rahmen mit Honig dienen dabei als Basisversorgung für das Volk. Die Honigrahmen werden links und rechts neben die Brutrahmen gesetzt. Verwendet man einen Ablegerkasten, ist dieser nun schon voll. Bei einem gewöhnlichen Magazin füllt man den Rest der Beute mit sogenannten „Leerrähmchen mit Mittelwänden“ aus, damit die Bienen keinen Wildausbau durchführen.
Nach allgemeiner Ansicht soll das Ablegervolk vom ursprünglichen Standplatz mindestens drei, besser fünf Kilometer weit entfernt sein, damit die Bienen nicht an den alten Standort zurückfliegen. Einige Imker sind allerdings der Auffassung, dass man die Völker nicht voneinander räumlich trennen muss, zumindest nicht, wenn man ein geschwärmtes Volk als Ableger in eine Beute gibt. An dem neuen Standplatz sollte es ca. 14 Tage verbleiben, damit das Volk sich vom alten Standplatz entwöhnt. Nach der Umgewöhnung kann man das Volk dann wieder an den alten Standplatz bringen, wenn dies aus z. B. organisatorischen Gründen nötig ist.
Bei der Ablegerbildung sollte man nach Möglichkeit vermeiden, die Königin mitzunehmen. Allerdings ist diese oft schwer zu erkennen. Es kann daher passieren, dass die Königin versehentlich in das Ablegervolk gerät. Daher beobachtet man, ob dort neue Brut gebildet wird. Ist dies der Fall, wurde die Königin versehentlich mitgenommen und am alten Standort befindet sich nun ein Volk ohne Königin. Dieses verhält sich unruhiger, was schon nach etwa einer halben Stunde auffällt. Im Volk geht es unruhig zu, es wird hörbar laut. Innerhalb von neun Tagen werden Weiselzellen angelegt, aus denen eine neue Königin („Weisel“) schlüpft. Erkennbar ist das einerseits an den auffälligen leeren Weiselzellen, andererseits daran, dass man einige Tage später bereits frische, neue Brut entdeckt, da die Königin in der Regel unverzüglich bei gutem Wetter auf Begattungsflug geht und danach beginnt, Brut zu legen.

## Ableger zur Dämpfung des Schwarmtriebs
Zwischenableger werden gebildet, um im Stock eines sehr zahlreich gewordenen Volkes Platz zu schaffen und das Schwärmen zu verhindern, nicht um ein neues Volk zu bilden. Am Ende der Saison (Ende Juli) sollten beide Volksteile wieder vereint werden.
Um dies zu erreichen, kontrolliert man regelmäßig (etwa alle sieben bis neun Tage), ob im Ableger Weiselzellen gebildet werden; findet man eine Weiselzelle, so zerstört man sie durch Herausschneiden. Nach einigen Wiederholungen stellen die Bienen die Produktion von Weiselzellen ein. Stattdessen wenden sie sich vermehrt der Honigproduktion zu. Diese Zwischenableger erbringen also im Normalfall mehr Honig als das Ursprungsvolk. Am Ende der Saison vereint man dann den Ableger wieder mit dem Ursprungsvolk und die Bienen können gemeinsam überwintern.